# Dejan Sitar
Dejan Sitar (ur. 9 grudnia 1979) – słoweński łucznik, mistrz i brązowy medalista mistrzostw świata. Startuje w konkurencji łuków bloczkowych.
Największym jego osiągnięciem jest złoty medal mistrzostw świata indywidualnie w 2001 roku w Pekinie.